# František z Ditrichštejna
Kníže František kardinál z Ditrichštejna (německy Franz Seraph von Dietrichstein; 22. srpna 1570 Madrid – 19. září 1636 Brno) byl biskupem olomouckým (1599–1636) a jedním z nejvýznamnějších politiků na Moravě v 17. století. Pro své suverénní postavení byl nazýván králem z Kroměříže nebo také králem moravským. Byl architektem rekatolizace Moravy a hlavním rádcem čtyř habsburských panovníků – Rudolfa II., Matyáše, Ferdinanda II. a Ferdinanda III. Vedl závěrečnou redakci Obnoveného zřízení zemského. Jako správce světských statků se vyznačoval laskavým zacházením s poddanými a stavěl se proti zvyšování robotních závazků.

## Mládí
Narodil se v Madridu jako třetí syn Adama z Ditrichštejna (1527–1590), nejvýznamnějšího diplomata rakouských Habsburků druhé poloviny 16. století a vychovatele synů císaře Maxmiliána II. Habsburského Rudolfa a Arnošta, a jeho manželky, španělské šlechtičny Markéty z Cardony, dcery katalánského rodu spřízněného se španělskými Habsburky.
V roce 1575 se přestěhoval s rodinou na Moravu, kde císař věnoval jeho otci bohaté panství Mikulov. Jelikož jej otec jako nejmladšího syna předurčil pro kněžskou dráhu, zahájil v roce 1582 studia nejdříve u jezuitů v Praze a později (1588–1591) v Římě na římské koleji (Collegio Romano). Zde si jej velmi oblíbil kardinál Ippolito Aldobrandini (pozdější papež Klement VIII.) a velký vliv na něj měl i svatý Filip Neri a jeho skupina.
V roce 1590 zemřel jeho otec, následující léta strávil František z Ditrichštejna v Římě, kde jej papež Klement VIII. jmenoval svým komořím a posléze povýšil na jednoho z nejbližších spolupracovníků. Pouze občas svůj pobyt zde přerušil a zajel na Moravu, pokud to vyžadovala správa rodinných statků a mnoha církevních obročí. 4. října 1597 slavil svou primici. Někdy krátce před tím byl vysvěcen na kněze a 3. března 1599 jej papež jmenoval kardinálem. 28. května 1599 jej olomoucká kapitula na návrh papeže zvolila biskupem olomouckým. 21. června 1599 byl jmenován papežským legátem „a latere“. Nato jej papež Klement VIII. potvrdil jako biskupa olomouckého a 8. září 1599 vysvětil na biskupa. Hned nato se František kardinál z Ditrichštejna vydal z Říma ujmout se svého úřadu.

## Doba předbělohorská 1599–1618

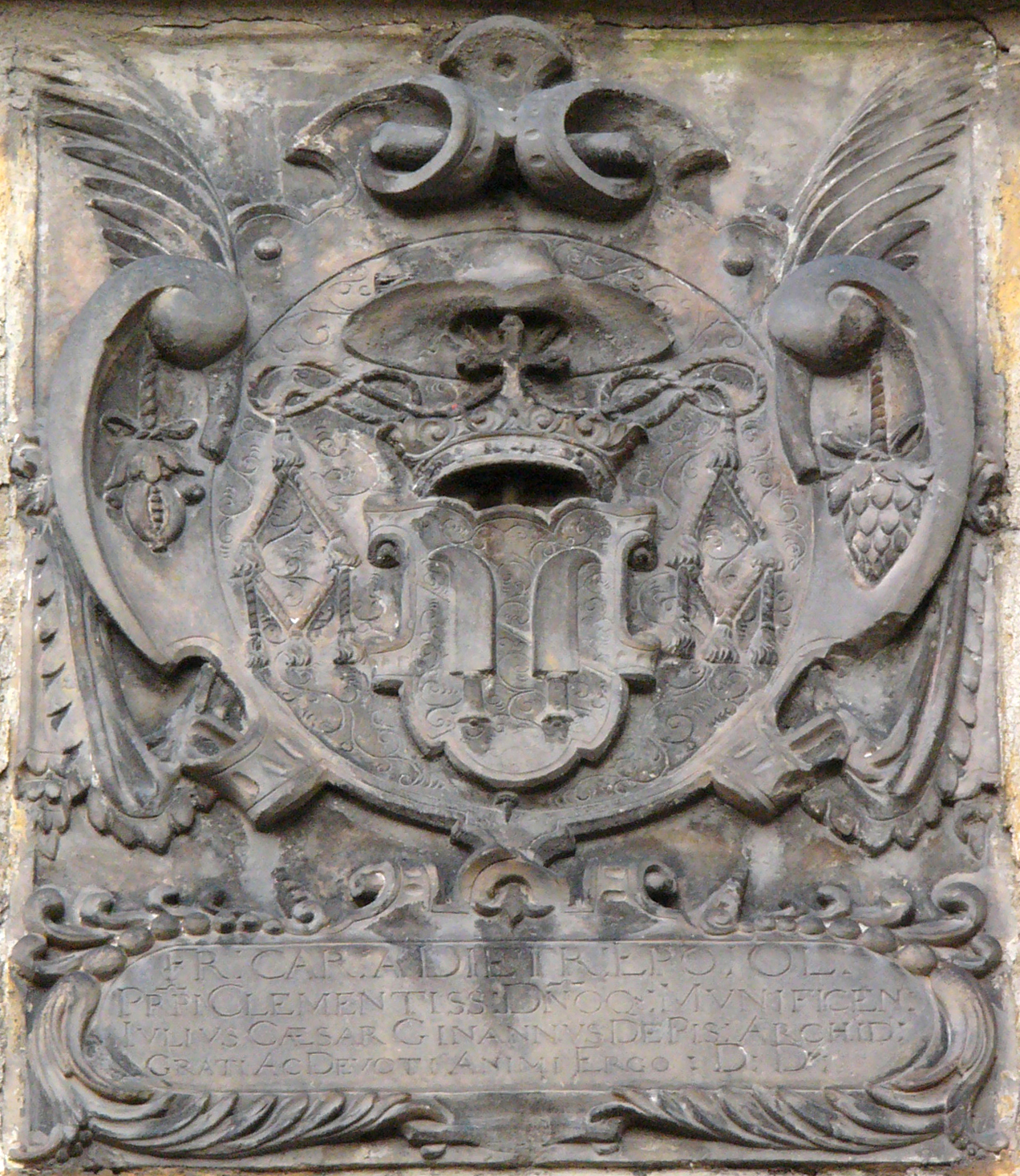
Znak Františka z Ditrichštejna v Olomouci, ve dvoře domu v ulici Wurmova č. 6.

Kardinál dorazil do Kroměříže (letní sídlo olomouckých biskupů a centrum správy biskupského majetku) koncem října 1599 a převzal správu rozvrácené a zadlužené diecéze. Jen splácení starých dluhů v následujících letech pohltilo více než třetinu veškerých Ditrichštejnových příjmů (biskupských i rodových). Aby mohl finančně ustát tuto situaci, rozpustil svůj knížecí dvůr a spokojil se s velmi omezeným sborem biskupského služebnictva a úřednictva. V dalších letech stabilizoval finanční situaci diecéze, znovu se chopil biskupských privilegií a zahájil rekatolizační snahy. Neobešlo se to bez střetů s panstvem (převážně protestantská šlechta vedená Karlem starším ze Žerotína mu odpírali rozličná biskupská privilegia a stavěli se proti rekatolizaci), s jeho many (rádi by omezili jeho pravomoci nad sebou, úplně se osamostatnili či rozšířili robotnické povinnosti poddaných) a protestanty (drtivá většina obyvatel, se bránila rekatolizačním snahám a žádala obsazení i katolických farností protestantskými pastory). Biskup se mohl na druhou stranu opřít o tzv. římsko-španělskou katolickou stranu, v níž hráli významnou roli mladí katoličtí šlechtici vychovaní ve Španělsku a Itálii pod vlivem katolických řádů, zejména jezuitů. Kromě samotného kardinála byli jejími nejvýznamnějšími členy jeho starší bratr Zikmund z Ditrichštejna (od roku 1598 zemský podkomoří), Ladislav Berka z Dubé a Lipé (nejvyšší zemský komorník) a Jáchym Haugvic z Biskupic (zemský hejtman).
V roce 1604 byl kardinál Ditrichštejn jmenován kardinálem protektorem českých zemí a dědičných císařských zemí. V květnu 1605 se v Římě účastnil konkláve, které zvolilo papeže Pavla V. V roce 1607 jej císař Rudolf II. jmenoval nejvyšším hofmistrem a prezidentem tajné císařské rady. Ditrichštejn stál také u zrodu obnovy mincování olomouckých biskupů. 5. ledna 1608 obdržel od císaře Rudolfa II. mincovní privilegium, kterým započala novodobá mincovní činnost olomouckých biskupů. První ražby byly zřejmě dvou- a tříkrejcary, které byly raženy nejpozději od října 1609.
V roce 1608 provedla protestantská šlechta vedená Karlem starším ze Žerotína převrat, obsadila klíčová místa státní správy svými lidmi a postavila se na stranu Rudolfova bratra Matyáše. Zároveň prohlásila Františka z Ditrichštejna za nepřítele země. Nicméně hlavním zprostředkovatelem ve sporu obou habsburských bratrů se nakonec stal právě Ditrichštejn. Nadále požíval důvěry císaře Rudolfa II. jako jeho hlavní rádce. Zároveň se stal přítelem i rádcem Matyáše, a získal od něj potvrzení všech svých úřadů. Matyáš tak dal moravským stavům najevo, že Ditrichštejn je nedotknutelný. Stavové nakonec těžko stravitelné sousto skousli (nic jiného jim ostatně nezbývalo) a s Ditrichštejnem se smířili. Karel starší ze Žerotína zašel ještě dále a s kardinálem se spřátelil. V následujících letech oba drželi Moravu pokud možno stranou od aktivit českých stavů a činili ji politicky nezávislou na Čechách.

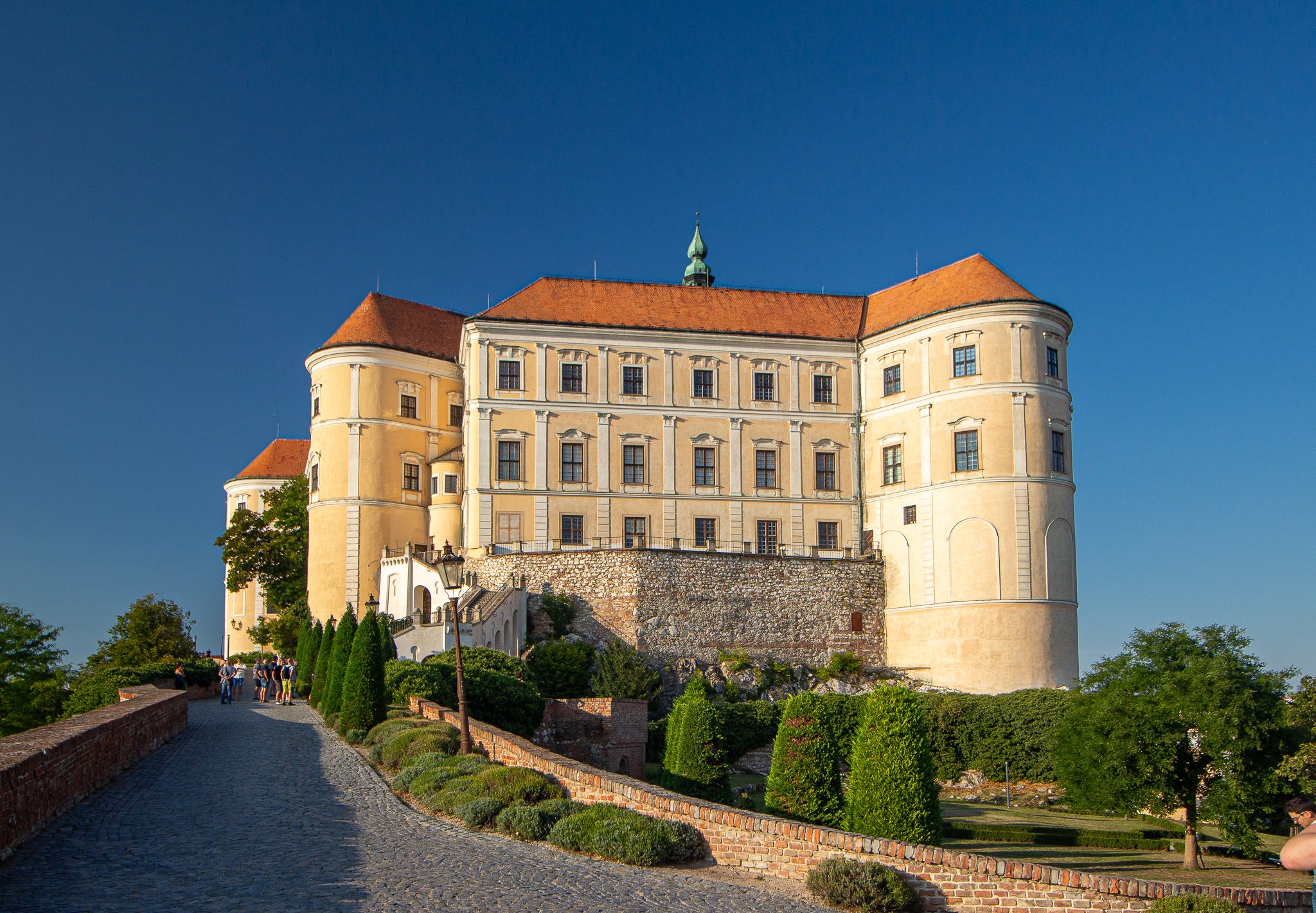
Zámek v Mikulově

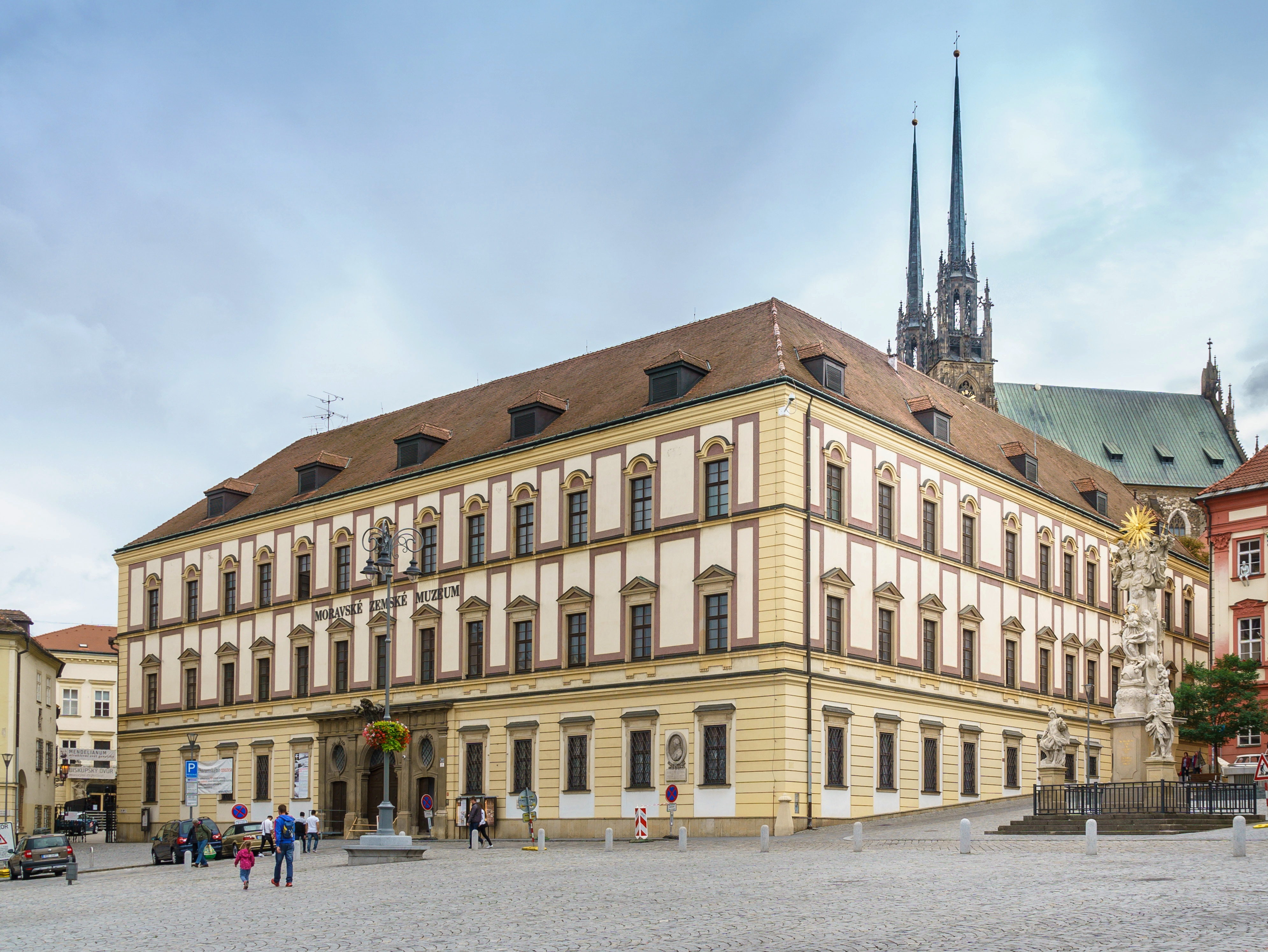
Dietrichsteinský palác v Brně

V roce 1611 domluvil kardinál odstoupení Rudolfa II. a korunoval Matyáše za českého krále. Roku 1612 jej korunoval znovu – tentokrát jako císaře římského. Týž rok se Ditrichštejn přestěhoval i se svým knížecím sborem do Mikulova, aby byl blíže císaři, sídlícímu ve Vídni. V letech 1611–1618 se věnoval zvelebení svých panství a hospodářsky upevnil své pozice. Přestavěl mikulovský hrad na zámek a zbudoval biskupskou rezidenci v Brně. Nákladné stavby značně zatížily jeho rozpočet. Zdařilými finančními spekulacemi však dokázal své závazky vyrovnávat. Přesto měl stálý nedostatek hotovosti.
V roce 1615 odstoupil Karel starší ze Žerotína z úřadu zemského hejtmana. Nástupcem se stal katolík Ladislav z Lobkovic. Úřad nejvyššího zemského sudího obsadil další katolík Lev Burián Berka a kardinál Ditrichštejn se stal direktorem zemských peněz. Katolická strana opět ovládla nejvyšší úřady předbělohorské Moravy.
V dubnu 1617 požádal kardinál Ditrichštejn o uvolnění z biskupského úřadu, papež Pavel V. jeho žádosti nevyhověl. V červnu Ditrichštejn korunoval Ferdinanda Štýrského (bratrance Matyáše) (budoucím) králem českým a posléze koncem roku i císařem německým. V září kardinál pronajal veškeré biskupské komorní statky na 6 let dopředu (vcelku za malou částku) – čímž se jednak zbavil nutnosti na ně dohlížet, jednak získal nemalý obnos. Koneckonců nadcházející časy hospodaření moc nepřály.
Dne 23. května 1618 propuklo v Čechách Stavovské povstání. Krátce poté, v srpnu roku 1618, obsadili katolíci poslední klíčový post na Moravě. Kardinál Ditrichštejn byl jmenován polním generálem všech vojsk Moravy.

### Spory s panstvem
Spory s panstvem vedl kardinál zejména o biskupská privilegia. Odehrávaly se obvykle před zemským soudem. První pokus prosadit většinu svých privilegií učinil František z Ditrichštejna krátce po svém příjezdu. Utrpěl však ponižující porážku; soud musel opustit ponížen a zesměšněn. Karel starší ze Žerotína mu pak poslal posměšný dopis, ve kterém ho vyzval, aby se (chce-li ještě někdy nějaké své nároky vznášet před zemským soudem) nejdříve naučil pořádně česky a přinejmenším povšechně nastudoval základy psaného i zvykového práva moravského. Žerotínovo vítězství však mělo velmi krátké trvání. Kardinál se z porážky poučil a všechny následné významné soudní spory už probíhaly velmi monotónně.
Nejdříve Ditrichštejnové sestavili žalobu na Karla staršího ze Žerotína pro velezradu. Podezírali ho ze spolčení s Francií (Žerotín ve Francii v roce 1591 bojoval na straně hugenotů). Žalobu přednesl Zikmund z Ditrichštejna a následný soudní spor zaměstnal předáka protestantských šlechticů natolik, že po několik let vůbec neměl čas zabývat se biskupskými privilegii. Kardinál pak začal před soud předstupovat vždy ve věci jednoho privilegia. Pečlivě připraven po právní stránce i diplomaticky, zastupován vynikajícím právníkem a řečníkem Danielem Šponarem z Blinsdorfu a s veškerou podporou dostupných autorit, prosadil postupně všechna významná práva a privilegia, o která vedl se šlechtou spor. Nejednotná zemská šlechta bez vůdčí osobnosti odpovídající kardinálovu rozhledu a intelektu, nemohla s Ditrichštejnem úspěšně soupeřit. Zemský soud rozhodl, že olomouckému biskupovi automaticky náleží knížecí titul, právo razit vlastní mince, stavět za povinného přispění manů vlastní nezávislé vojsko (fungovalo od roku 1605 jednak při obraně biskupských lén a celé Moravy, jednak podnikalo vpády do Uherska), pečetit za své many. Všechny snahy největších biskupových manů radikálně oslabit nebo zcela zpřetrhat svazky se svým lenním pánem byly v důsledku prohraných soudních pří odsouzeny k nezdaru.

### Spory s many a robota
V souvislosti s vývojem sporů, které vedl s vysokou šlechtou, biskup postupně zkrotil touhu svých nejmocnějších manů po samostatnosti. Nakonec se většina pří a jednání biskupského manského soudu omezovala na spory poddaných a manů o míru robotních dávek (země vstupovala do éry tzv. druhého nevolnictví). V těchto sporech stál biskup pravidelně na straně poddaných a jeho rozsudky vždy směřovaly ke snižování robotních dávek. Ačkoliv byly jeho pravomoci v tomto ohledu omezeny, jeho konzistentní postoj a neustálý tlak na many vedl k tomu, že jeho leníci se ke svým poddaným chovali v porovnání s běžnou moravskou šlechtou určitě lépe. Nikoliv však na té úrovni, na jaké zacházel biskup se svými přímými robotníky. Obecné povědomí o biskupově náhledu na robotu vedlo k tomu, že se na něj obracely disputace poddaných moravského panstva. Nad panstvem biskup pravomoc neměl, nicméně i tak se snažil; velkou část jeho pozůstalosti tvořily kázání a dopisy, ve kterých se dovolával křesťanské lásky k bližnímu a šlechtice žádal, aby principy křesťanské lásky uplatňovali vůči svým poddaným.

### Předbělohorská rekatolizace
František kardinál z Ditrichštejna v souladu s dobovým smýšlením odmítal svobodu vyznání. Přednost však dával rekatolizaci nenásilné. Za základní předpoklad úspěšné obnovy katolického vyznání považoval dostatečný počet kněží a jejich kvalitní vzdělání. Důraz kladl též na osobní příklad kněží. Zreformoval staré kněžské konventy a založil nové. Zahájil též rozšiřování sítě klášterů. Do Brna uvedl kapucíny (základní kámen kláštera byl položen v roce 1604), v roce 1606 založil františkánský klášter v Kroměříži a v roce 1611 kapucíny usadil také v Mikulově. Roku 1616 založil ženský františkánský klášter v Brně a 1617 kapucínský ve Vyškově. Velmi dbal na morální kvality kněží a řeholníků a tvrdě trestal přestupky. Vrchol diplomatického umění předvedl, když získal od protestantského panstva nejen souhlas s příchodem jezuitů, ale i nemalý finanční příspěvek na zbudování jejich koleje v Brně.
Kardinál Ditrichštejn osobně kázal v kostelech a navzdory kostrbaté češtině byl kazatelem úspěšným. Na rozdíl od jiných církevních hodnostářů té doby nedělal mezi lidmi rozdílu. Zpovídal a podával eucharistii každému, kdo přišel. Často osobně rozdával jídlo chudině. O svátcích bos vodil procesí. Jeho osobní příklad a starost o kvalitní duchovenstvo se odrazily v četných konverzích. Pro obnovu katolické víry neváhal užít i dalších prostředků. Přiměl většinu měst, aby na vyšší místa ve své správě dosazovala pouze katolíky. V letech 1602–1607 se v Opavě rozhořel spor o tamní katolickou faru už dlouho obsazenou protestantským pastorem. Nově jmenovaný katolický duchovní byl měšťany odmítnut a na faru se násilnou cestou vrátil pastor. Biskup odpověděl obdobně a k prosazení své vůle použil vojenskou asistenci.

## Stavovské povstání 1618–1620

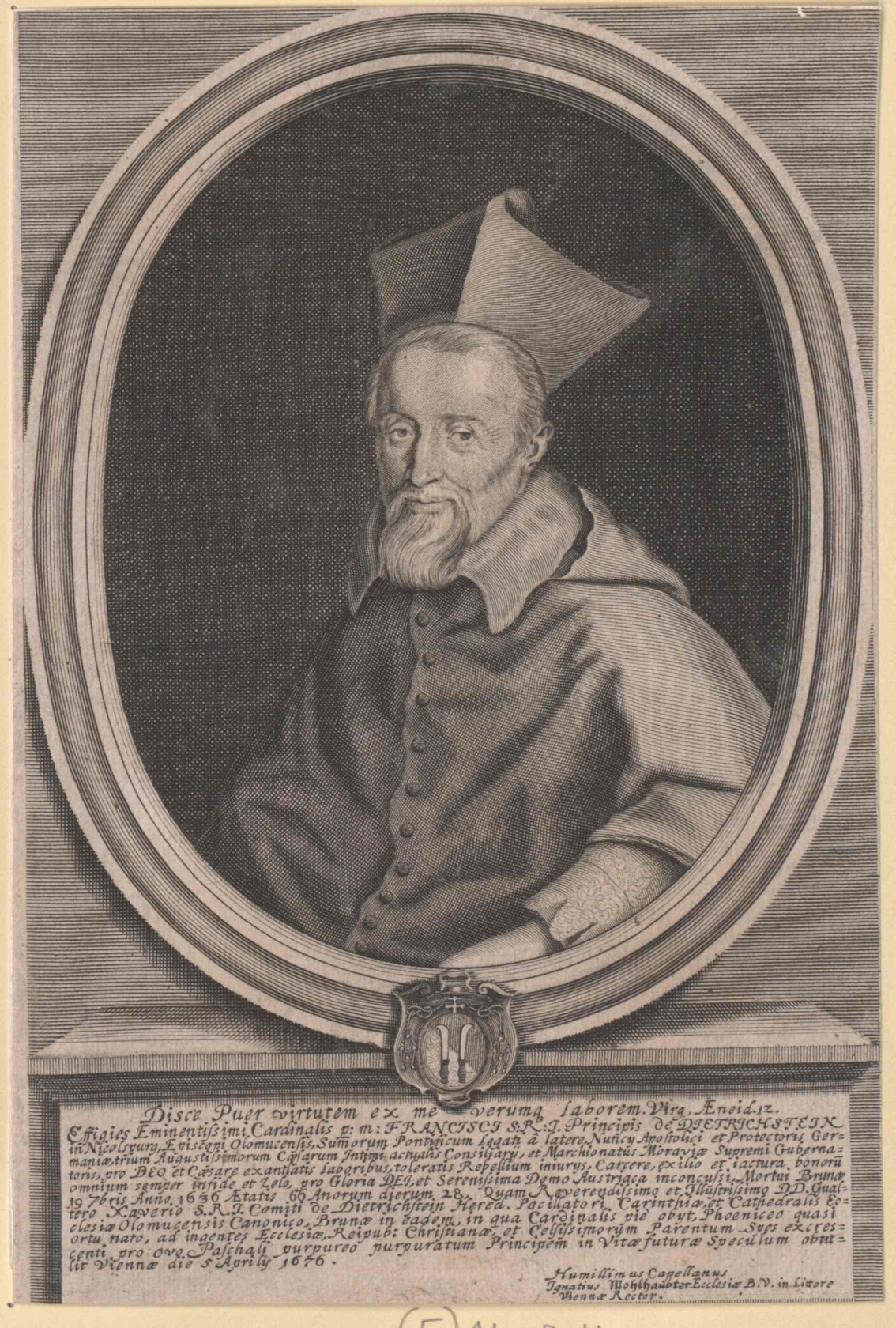
František kardinál z Ditrichštejna

V Praze vzplanulo České stavovské povstání. Povstalci se obrátili na Moravu se žádostí o podporu. Moravský zemský sněm žárlivě střežící nezávislost na Čechách pochyboval o životaschopnosti povstání. Pro Františka kardinála z Ditrichštejna a umírněného protestanta Karla staršího ze Žerotína nebylo těžké přesvědčit sněm, aby žádost českých stavů odmítl.
V březnu 1619 zemřel císař Matyáš a kardinál byl povolán do Vídně jako klíčový poradce nového císaře Ferdinanda II. V dubnu vpadlo na Moravu české stavovské vojsko a většina Moravy se přidala na jeho stranu. Hejtman Ladislav z Lobkovic byl sesazen a nahrazen třicetičlennou radou plně oddanou věci českých stavů. Ze tří pluků moravské zemské hotovosti se jeden vzbouřil a přidal k povstání. Polovina druhého pod velením Albrechta z Valdštejna) se rozprchla. Valdštejn sám prchl do Vídně i s plukovní pokladnou.
3. května stavovští ozbrojenci pod velením Ladislava Velena ze Žerotína obsadili brněnskou biskupskou rezidenci, kde se právě zdržoval Ditrichštejn. Kardinála potupili a internovali. 6. června byla internace zrušena za slib, že kardinál neopustí Brno. Kardinál Ditrichštejn však okamžitě uprchl do Mikulova a odtud do Vídně. Podařilo se mu ještě přesvědčit Ferdinanda II., aby neposílal na Moravu vojsko. Doufal, že se věci urovnají jednáním.
Zahájil diplomatická jednání s moravskými stavy, ale nebyl úspěšný. Jeho snaha se obrátila proti němu. Moravští stavové společným usnesením označili Františka z Ditrichštejna za zrádce. Zkonfiskovali veškerý jeho majetek a propustili jeho many. Kardinál protestoval a marně varoval moravské stavy před následky tohoto neuváženého činu. Jakákoliv další možnost dohody byla definitivně pohřbena, když moravské stavy v únoru 1620 přijaly Fridricha Falckého za svého panovníka a věnovali mu Mikulov a biskupské panství v Kroměříži. Ferdinand II. reagoval zcela logicky a na Moravu vyslal vojsko. V polovině roku 1620 císařští drtivě zvítězili a Moravu vyplenili.
František z Ditrichštejna po bitvě na Bílé hoře pronesl slavnostní kázání. Navrhl, aby na místě bitvy byl postaven kostelík na počest Panny Marie Vítězné a zároveň se přimlouval za nižší tresty pro rebely. 20. prosince spolu s Karlem starším ze Žerotína vedl moravské poselstvo, aby vyprosili milost pro moravské povstalce. Své vlastní odbojné many (tj. ty, kteří přijali za své protiprávní rozhodnutí moravského sněmu a zrušili manské závazky – asi dvě třetiny všech) potrestal rozsáhlými pokutami a polovině z nich zkonfiskoval buďto veškerý majetek, nebo jeho podstatnou část. Dosavadní zkušenosti vedly kardinála k rozhodnutí na odpovědná místa svých úřadů dosazovat osoby spíše neurozeného původu.

## Doba pobělohorská 1621–1636

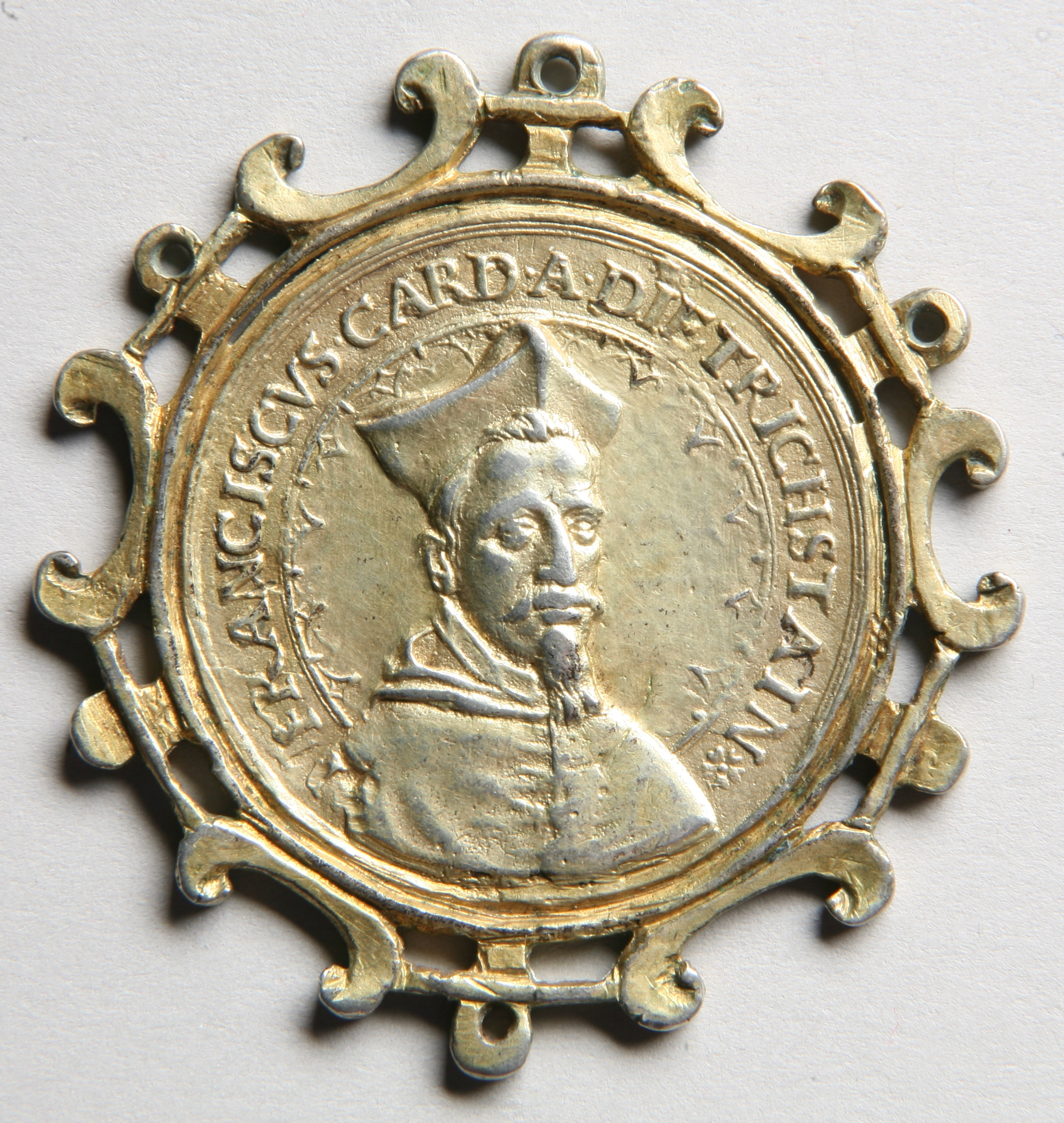
Avers medaile kardinála Dietrichštejna

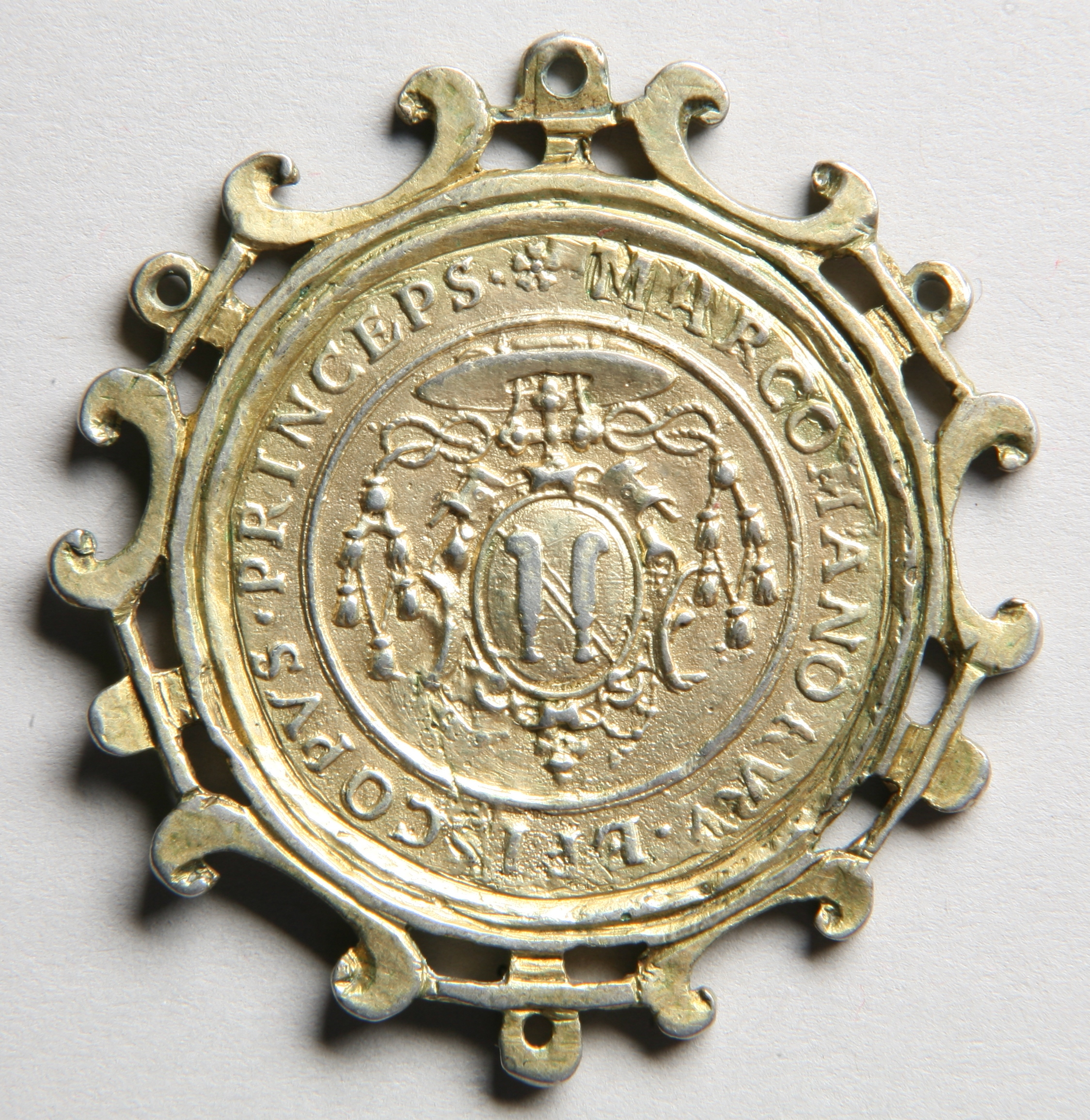
Revers medaile kardinála Dietrichštejna

V lednu 1621 byl kardinál jmenován gubernátorem a nejvyšším císařským komisařem na Moravě. Konfiskované statky mu byly vráceny. V letech 1622–1624 postupně koupil z konfiskovaných statků na Moravě panství Dolní Kounice, Horní Bojanovice, Lipník nad Bečvou, Hranice, Babice u Brna, Nový Ořechov, Nové Město na Moravě a Hrubé Podolí. Stal se z něj tak nejbohatší feudální vlastník na Moravě. K získaným majetkům připojil ještě v Čechách panství Polná a v Dolních Rakousích Steinbrunn. Z konfiskovaných i koupených knihoven vytvořil v Mikulově jednu z největších a nejvýznamnějších knihoven střední Evropy. Podle pozdějších odhadů čítala kolem 10 000 svazků. V roce 1645 jí však švédští vojáci z Mikulova odvezli a dnes jsou její pozůstatky roztroušeny po celé Evropě (včetně např. Vatikánské knihovny v Římě).
V roce 1621 byl Ditrichštejn obviněn, že si ve svém domě vydržuje mladou pětadvacetiletou vdovu. Autorem stížnosti byl nuncius Carlo Carafa. Věrohodnost Carafovy relace poněkud snižuje averze, kterou k Ditrichštejnovi v té době choval. Ještě během roku 1621 došlo mezi Carafou a Ditrichštejnem ke smíření a oba společně spolupracovali při provádění rekatolizace Moravy.
V květnu 1621 nechal Ditrichštejn pozatýkat přední představitele odboje. Císaři dodal 200 jmen hlavních provinilců a zároveň připojil další prosbu o shovívavost. V této době vládl na Moravě bez účasti stavů jako naprostý suverén. Starosti mu dělalo drancování země převážně ze strany císařské soldatesky. Prosil Ferdinanda II., aby velení nad vojsky přesunul buď na Albrechta z Valdštejna nebo na Tomassiho Caraccioliniho. Císař velením pověřil Maxmiliána z Valdštejna. V roce 1622 dal císař na Ditrichštejnovy rady a omilostnil tzv. generálním pardonem většinu rebelů (s výjimkou těch, kteří uprchli za hranice). Kardinál se vrátil k započatému dílu rekatolizace. Formou dekretů započal tlak na novokřtěnce. Polovina z nich raději odešla za hranice. Ditrichštejn povolal zpět jezuity a v některých případech neváhal použít k prosazení úředních a rekatolizačních dekretů vojsko (Jihlava 1622).

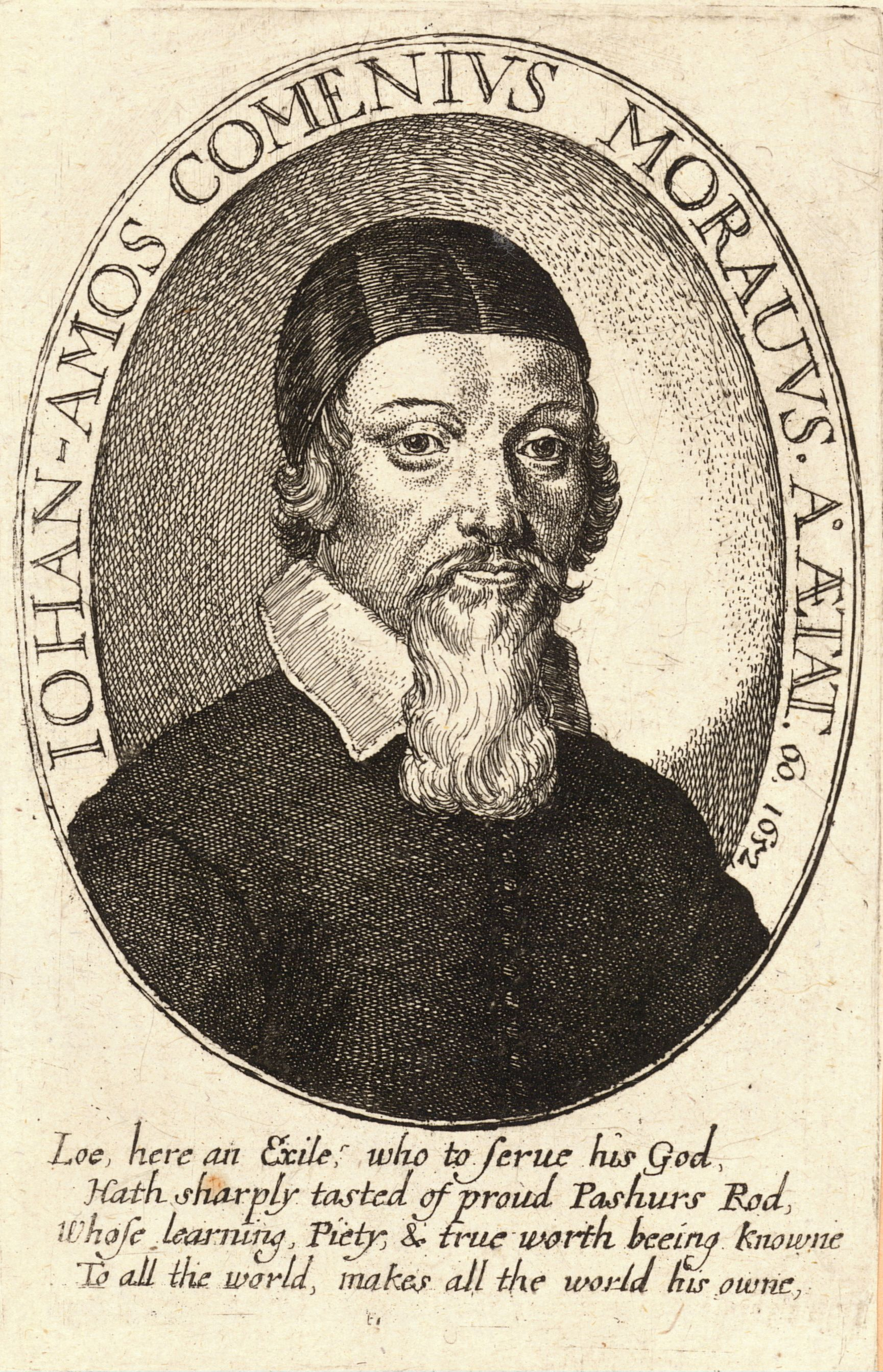
Jan Amos Komenský, nejznámější osobnost, jež v důsledku kardinálových dekretů opustila Moravu

30. listopadu 1624 uzavřel všechny nekatolické kostely a nekatolické duchovní vypověděl za hranice. 25. května 1625 dal nekatolickému obyvatelstvu na vybranou: obrácení nebo vystěhování. V případě vystěhování propadla 1/4 majetku císařské komoře. V emigrační vlně takto vyvolané odešli zejména příslušníci jednoty bratrské (včetně jejího posledního biskupa Jana Amose Komenského, který odešel roku 1628). Kardinál pokračoval v rekatolizačním úsilí zakládáním a obnovou klášterů. Opět se osobně vrátil na kazatelnu, a také důsledně vizitoval duchovní správce. V letech 1625–1627 vedl společně s pražským arcibiskupem Arnoštem z Harrachu redakci Obnoveného zřízení zemského. V roce 1627 byl jmenován guvernérem Vídně, Dolních Rakous a přilehlých končin. 27. listopadu téhož roku korunoval Ferdinanda III. českým králem.
V roce 1628 František z Ditrichštejna zrovnoprávnil před svým manským soudem češtinu s němčinou. Nechal popravit Václava Bítovského z Bítova pro účast na umučení Jana Sarkandra a pro velezradu. 9. března vydal patent adresovaný šlechtě: do půl roku přestoupit na víru, nebo opustit zemi. Lhůta byla z vůle kardinálovy dvakrát prodloužena, takže trvala ve skutečnosti 2,5 roku. Jelikož odcházející nekatolickou šlechtu nahradili zejména německy mluvící šlechtici, došlo k rozsáhlému poněmčení vyšších vrstev. 17. prosince 1628 vydal František kardinál z Ditrichštejna patent proti posledním novokřtěncům, kteří se ještě na Moravě skrývali. V roce 1629 císař odmítl další prodloužení lhůt rekatolizačních patentů proti šlechtě. V roce 1631 byla už Morava vcelku rekatolizována (alespoň formálně). Výjimky se vzácně vyskytly na protekčních panstvích. V roce 1631 uvedl kardinál na Moravu piaristy a založil pro ně nové kláštery (1631 Mikulov – první piaristická kolej mimo Itálii, 1633 Strážnice, 1634 Lipník nad Bečvou). Stalo se tak v době, kdy začala sílit kardinálova averze vůči jezuitům. V Mikulově nechal zřídit tiskárnu. Mikulov se stal kulturním a vzdělávacím centrem celé Moravy.
V roce 1632 se objevilo nové válečné nebezpečí. Kardinál znovu rozpustil svůj knížecí dvůr, aby ušetřené prostředky věnoval na vybudování armády. 20. srpna si kardinál postěžoval císaři, že Valdštejnovy požadavky jsou nehorázné a on jim nemůže vyhovět. Počátkem listopadu odmítl poslat císaři požadované zásoby obilí, neboť tolik jich na Moravě ani nebylo a to, co zbylo, zabral Valdštejn. V roce 1633 se stále obtížněji sháněly prostředky na vydržování vojska. Zemi zasáhl mor. O rok později si kardinál stěžoval na počínání Valdštejnových jednotek a upozornil císaře, že už opravdu není kde brát. Zároveň připomněl, že Morava poskytla na vydržování císařských vojsk více prostředků, než všechny ostatní císařské země dohromady. V tomto roce též vytvořil ze všech svých statků nedělitelné dědičné panství, tzv. rodový primogeniturní fideikomis. Ve zprávě do Říma shrnul výsledky rekatolizace na Moravě. Podle jeho zprávy z původních 150 000 rodin na Moravě jich 110 000 buďto vždy bylo nebo se během rekatolizace stalo katolíky a 40 000 rodin Moravu opustilo. Rok 1633 byl významný též v tom, že Ditrichštejn získal od papeže povolení nechat přeložit do češtiny Bibli (překlad pořídil kapucín František Polonus[zdroj?]).
V roce 1634 byl Ditrichštejn jmenován protektorem Germanie. Stále se potýkal s finančními problémy, těžkostmi, které působila císařská vojska a následky morových epidemií.

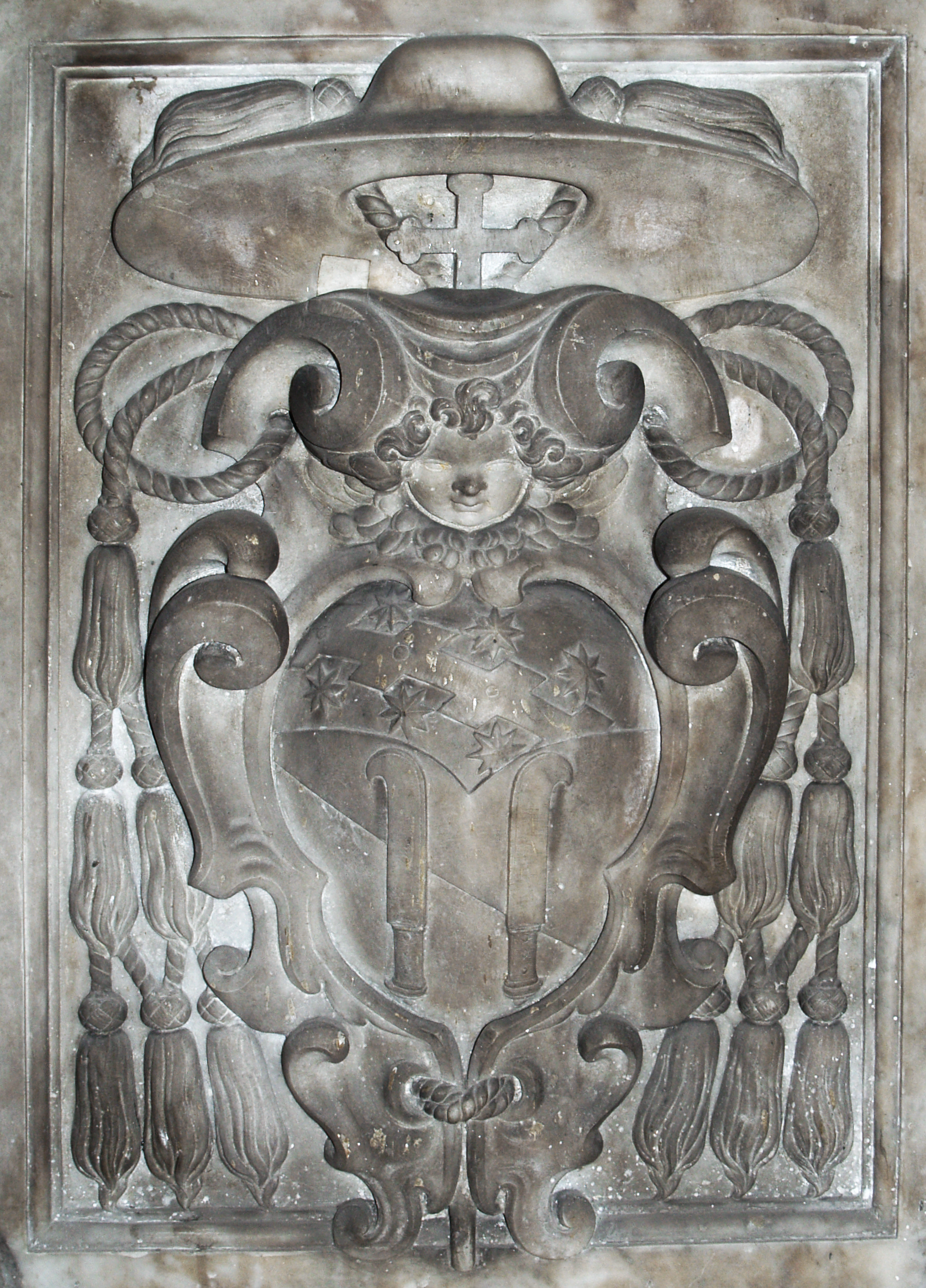
Znak kardinála Ditrichštejna v jeho titulárním kostele San Silvestro in Capite, okolo r. 1600.

V roce 1636 se císař s kardinálem radil před sjezdem kurfiřtů a žádal po něm další zásoby a financování vojsk. Ditrichštejn byl už zoufalý. Neznal způsob, jak přemrštěné císařské požadavky splnit. Roztrpčilo ho, že mu císař nevěřil. V dopise papeži Urbanu VIII. si postěžoval na svůj vysoký věk, únavu a nemoci stáří. Také na císařův nevděk.
(23. srpna 1636 císař ustoupil tlaku říšské šlechty a nařídil Ditrichštejnovi rezignovat na úřad protektora Germánie)

## Smrt a pohřeb

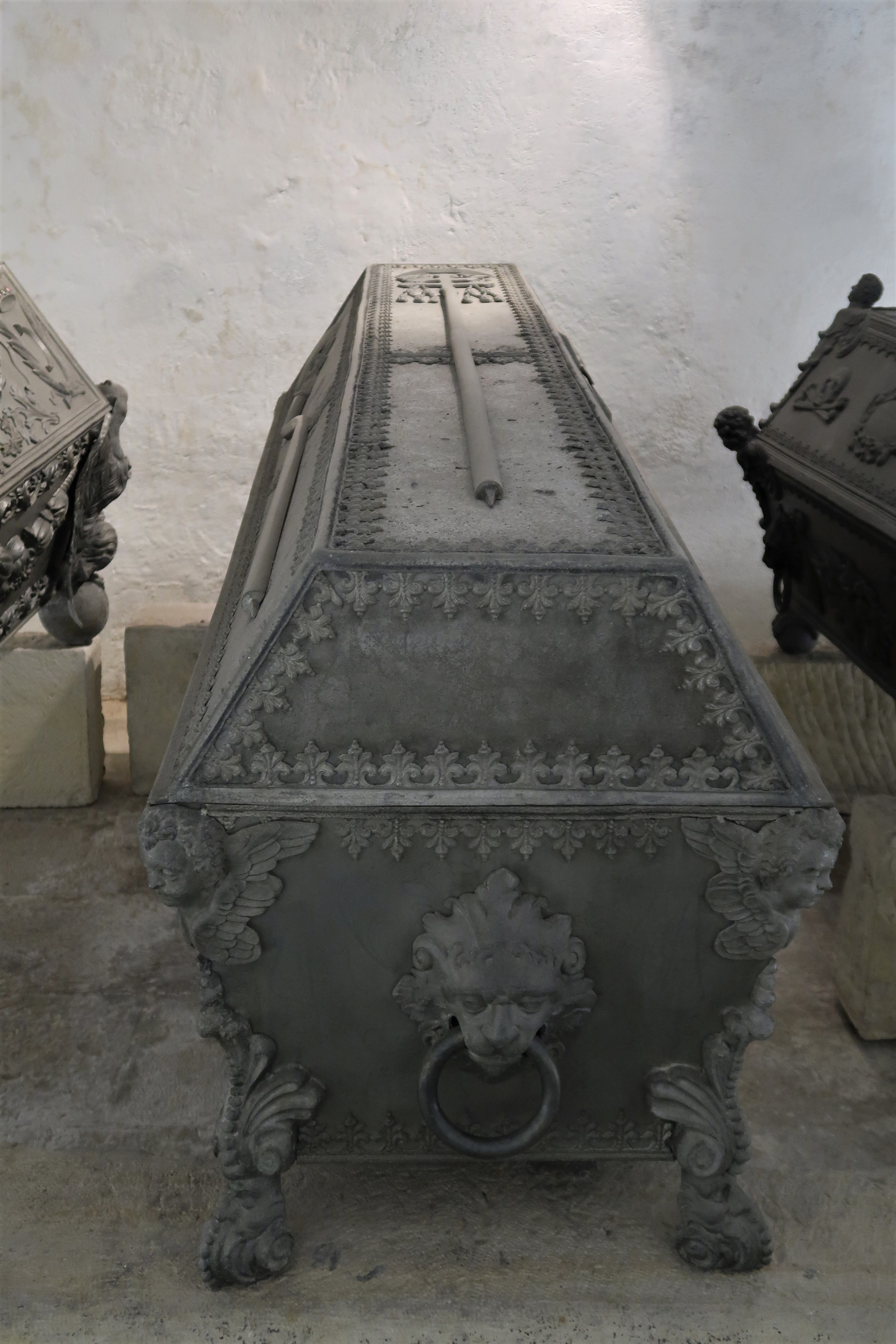
Rakev kardinála Františka z Ditrichštejna v kryptě olomoucké katedrály sv. Václava

Dne 14. září 1636 přijel kardinál do Brna, aby následujícího dne zahájil zasedání moravského zemského sněmu. Po zahájení sněmu onemocněl a jeho stav se rychle zhoršoval. Dne 18. září přijal poslední pomazání a o den později okolo druhé hodiny odpoledne zemřel. Ve své závěti z roku 1634 si František z Ditrichštejna nepřál, aby byla po jeho smrti provedena pitva, ale jeho tělo mělo být hned po smrti komorníky oblečeno do liturgického oděvu. Dále mělo být vloženo do dvojí dřevěné truhly, která měla být následně uložena do zhotovené cínové rakve. V noci pak měla být rakev přenesena bez vší okázalosti do kostela v místě úmrtí. Nakonec měla být rakev dopravena rovněž v noci do katedrály v Olomouci, kde mělo být tělo pohřbeno. Zavržení vnější okázalosti pohřbu mohlo souviset s kardinálovým duchovním učitelem sv. Filipem z Neri, který patřil k průkopníkům katolické obnovy. Kardinál raději prosil o konání zádušních mší a přímluvné modlitby chudých lidí. K tomu odkázal ve své závěti částku 6000 moravských tolarů. Do hrobky v olomoucké katedrále byla rakev uložena až v roce 1661, kdy byla stavba hrobky dokončena. V pozdějších staletích došlo k rozpadu dna Ditrichštejnovy rakve. V roce 1819 při přípravě pohřbu arcibiskupa Trauttmansdorffa byly kardinálovy ostatky spolu s jinými kostmi s hrobky sesbírány a v souladu s nařízením Josefa II. pohřbeny na farním hřbitově na tzv. Špici. Hřbitov byl později zrušen z důvodu rozšíření železničního nádraží a Ditrichštejnovy pozůstatky by se tak měly nacházet pravděpodobně někde v místech seřadiště nákladního nádraží a vozovky.

## Mikulov – centrum rodové moci

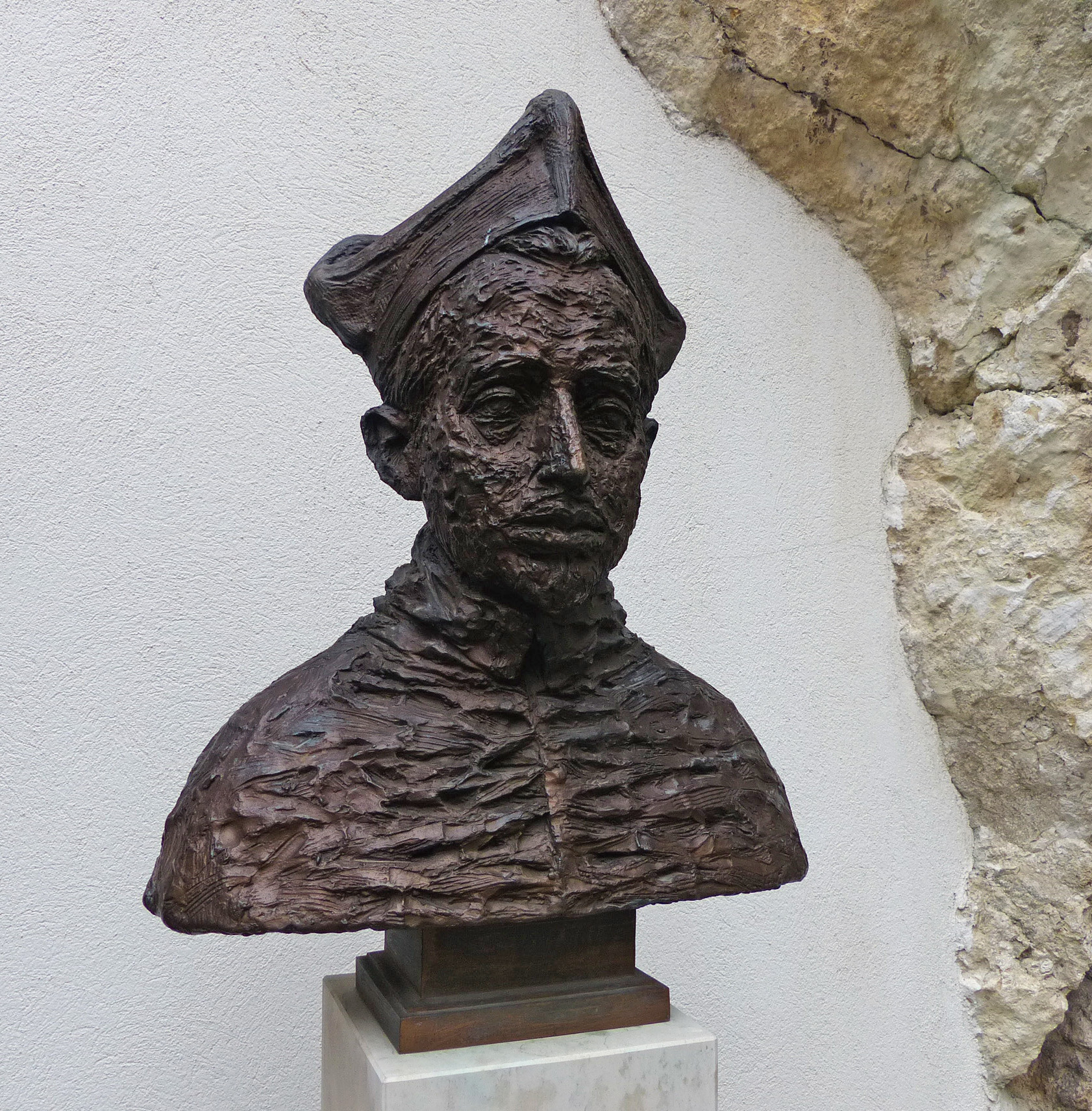
Busta kardinála Františka na zámku v Mikulově (dílo Nikose Armutidise)

Po smrti Adama z Ditrichštejna spravovali panství společně jeho tři synové Zikmund, Maxmilián a František. Po smrti svých bratrů nabyl František veškeré majetky a stal se majitelem panství. Protože v roce 1611 se císař Matyáš po korunovaci přestěhoval se svým dvorem z Prahy do Vídně, přestěhoval se i kardinál se svým dvorem a biskupskou kanceláří z Kroměříže, do výhodněji položeného Mikulova. Odtud měl František mnohem blíže k císaři. Kardinálův dvůr čítal více než 100 lidí. Tato situace si vynutila přestavět staré rodové sídlo. V přestavbách začal už Františkův otec Adam, ale teprve on přeměnil starý gotický hrad v luxusní manýristické sídlo. Honosný zámek se vypínal do výše nad celým krajem a působil tak dojmem majestátného belvedéru.

### Přestavba
Jak vypadal starý gotický hrad Mikulov přesně nevíme. Nároží pevnosti doplňovaly mohutné dělostřelecké věže – bastiony, které svou palbou bránily okolí. František však měl zřejmě jinou představu o svém rodinném sídle. O tom, že se z hradu stává zámek, svědčí přestavba nárožních věží. V jejich interiérech byly dělové hlavně nahrazeny freskami, zlacenými štukaturami, italským nábytkem a obrazy, které poukazovaly na bohatství a význam rodu. Vzniklo zde mnoho společenských sálů. Místnosti byly luxusně vybaveny a zařízeny. Celé vnitřní nádvoří bylo obehnáno budovami, které byly spojeny visutou chodbou na arkádách, později přestavěnou. Na jižní straně areálu vznikla široká terasa se schodištěm vedoucím do nově zbudované zahrady. Naproti tomu na severním předhradí u staré hradby vznikla v roce 1616 dlouhá samostatná budova zámeckého divadla. Tento podnik svědčí o velkorysém stavebním projektu v době kardinála. Divadlo bylo zdobeno v interiéru zlacenou štukaturou a zřejmě kazetovým stropem. Část této výzdoby se dosud dochovala v podkroví budovy. Samotné jeviště divadla bylo skládací. Pokud se zrovna nehrálo, mohlo se složit a sál posloužil jiným účelům například tanci nebo jako jídelna.
Fasády paláce byly zdobeny v přízemí psaníčkovou sgrafitovou rustikou, v horních patrech jen sgrafitovým rámováním oken. Oproti dnešnímu stavu, měl zámek více soukromých balkónů, hlavně na jižní stranu do zahrady a na západ. Hlavní věž byla opatřena kopulí s věžicí. Vznikaly stáje, hospodářská zázemí, míčovna, v zahradě se stavěla vlašská chodba s fontánami a grottou.
Kardinál též vlastnil rozsáhlou knihovnu, kterou z části zdědil a částečně získal jako konfiskát po roce 1620. Měl též velkou portrétní sbírku po otci. Vybavení zámku muselo být zřejmě tak luxusní, že neuniklo loupení Švédů během Třicetileté války. Nejen že odvezli královně Kristýně celou kardinálovu knihovnu v roce 1645, ale víme, že na zámku po tomto drancování nezbylo téměř nic.

## Další
- Ditrichštejnovým titulárním kardinálským kostelem byla v  letech 1599–1623 bazilika San Silvestro in Capite, od roku 1623 do smrti bazilika Santa Maria in Trastevere
- Iniciátor stavby manýristického presbyteria olomoucké katedrály sv. Václava
- Iniciátor přestavby mikulovského zámku
- stavitel Dietrichsteinského paláce v Brně na Zelném rynku
- V Olomouci mu v pobělohorské době patřil dům na Horním náměstí zvaný Dietrichsteinův palác.
- Pán města Hranice v letech 1622–1636 (do své smrti).
- Ditrichštejnové – českomoravská větev rodu